# Kolomeaer Lokalbahnen

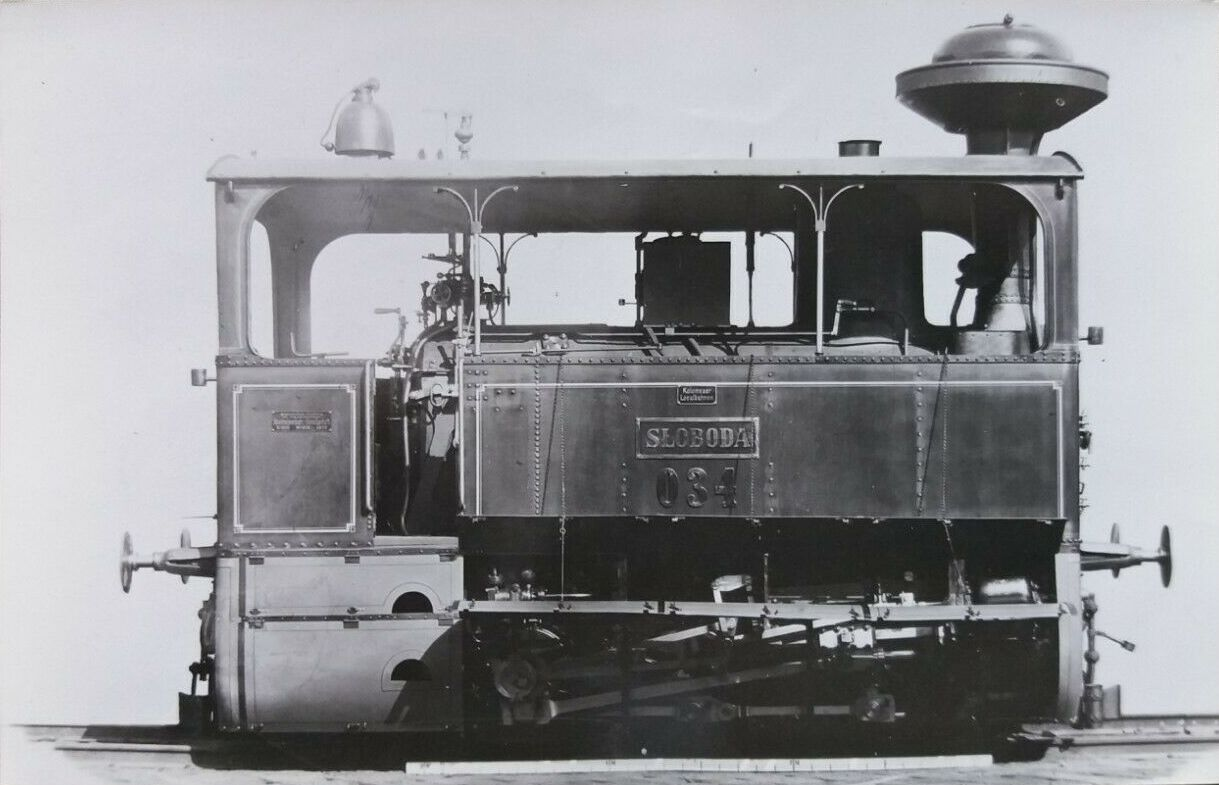
Kastenlokomotive 'SLOBODA' N° 034 der Kolomear-Lokalbahnen bei Auslieferung

Die Kolomeaer Lokalbahnen (KLB) waren eine Lokalbahngesellschaft im südlichen Galizien im Kaiserreich Österreich-Ungarn.
Sie wurde auf Betreiben von Dr. Carl Maly, Rechtsanwalt aus Lemberg, Ludwig von Wierzbicki, Oberinspektor der Lemberg-Czernowitz-Jassy-Eisenbahn und dem Industriellen Stanislaus Prus Ritter von Szczepanowski ab 1883 projektiert und erhielten am 15. Dezember 1885 die Konzession durch den Staat. Nachdem auch die Statuten der Gesellschaft am 20. April 1887 genehmigt wurden, konstituierte sich die Firma „Kolomeaer Lokalbahnen“ am 18. Mai 1887 mit Sitz in Kolomea.
Unter ihrer Verwaltung bestanden folgende Strecken:
- Lokalbahn Kolomea–Słoboda rungurska Kopalnia (Streckenlänge 25,612 km + Abzweig 7,132 km)
  - Teilstrecke Kolomea–Peczeniżyn (Eröffnung am 1. Oktober 1886)
  - Teilstrecke Peczeniżyn–Słoboda rungurska Kopalnia (heute Слобода; Eröffnung am 1. Dezember 1886)
  - Abzweig Nadworner Vorstadt (Nadworniańske przedmieście)–Szeparowce Kniażdwór (heute Княждвір; Eröffnung am 1. Oktober 1886)

Die Bahn diente vor allem der Erschließung der Naphtha-Vorkommen in Słoboda rungurska, diese wurden in den Petroleumraffinerien in Peczeniżyn und Kolomea verarbeitet. Der Abzweig nach Kniażdwór diente der Transporterleichterung der Wassermühlen in diesem Gebiet.
Die Betriebsführung der Bahn wurde bis zum 1. Juli 1889 selber geführt und ging mit diesem Tag an die k.k. österreichischen Staatsbahnen über.
Die auch ebenfalls geplante Linie, welche nach der Brücke über den Pruth nach Jablonów über Myszyn (Мишин) abzweigen sollte, wurde wegen der sich auf Grund der zurückgehenden Erträge der Naphtha-Vorkommen verschlechternden wirtschaftlichen Lage nicht mehr realisiert.
Ebenfalls nicht durch die Kolomeaer Lokalbahnen wurde das Projekt der Lokalbahn Delatyn–Kolomea–Stefanówka realisiert, diese wurde dann als eigene Gesellschaft gegründet und erbaute die Lokalbahn.
Im Ersten Weltkrieg wurde der Abzweig nach Kniażdwór stark verwüstet und nach dem Ende der Kampfhandlungen nicht mehr aufgebaut. Ab 1918 unter polnischer Herrschaft stehend wirtschaftete die Bahn noch weiter in privater Hand bis zu ihrer Verstaatlichung am 1. Januar 1939.
Nach dem Zweiten Weltkrieg kam das Gebiet unter sowjetische Herrschaft, während der Kampfhandlungen im Krieg wurden große Teile der Bahnanlagen zerstört oder in Mitleidenschaft gezogen, dennoch wurde die Bahn im Frühjahr 1945 wieder in Betrieb genommen.
Für die Kohlebeförderung wurde in der Folgezeit eine weitere Stichstrecke nach Kowaliwka eröffnet, die Bahn wurde in der Folgezeit immer unrentabler und die Gleisanlagen befanden sich im schlechten Zustand, so dass sie am 15. Mai 1967 eingestellt und die Gleisanlagen abgebaut wurden.
| Streckenlänge: | 25,6 km              |                                   |                                   |
| Spurweite: | 1435 mm (Normalspur) |                                   |                                   |
| |                      |                                   |                                   |
| \| \| \| von Lemberg \| \| \| \| \| Petroleumfabrik \| \| \| \| 0 \| Kolomea \| Kolomea \| \| \| \| nach Czernowitz \| \| \| \| 1,875 \| Wincentówka \| Wincentówka \| \| \| 2,628 \| Dębowa Krynica \| Dębowa Krynica \| \| \| 3,320 \| Kolomea Markt/Ring \| Kolomea Markt/Ring \| \| \| 4,371 \| Abzweig nach Szeparowce Kniażdwór \| Abzweig nach Szeparowce Kniażdwór \| \| \| 0 \| \| \| \| \| 1,979 \| Diakowce Kühnel \| Diakowce Kühnel \| \| \| \| Gütergleis Diakowce Mühle \| \| \| \| 2,901 \| Diakowce Brettler \| Diakowce Brettler \| \| \| 5,620 \| Szeparówce \| Szeparówce \| \| \| 7,001 \| Szeparowce Kniażdwór \| Szeparowce Kniażdwór \| \| \| \| Pruth \| \| \| \| 5,026 \| Bad Pruth \| Bad Pruth \| \| \| 5,470 \| Werbiąż Niżny \| Werbiąż Niżny \| \| \| 6,272 \| Sopów \| Sopów \| \| \| 7,422 \| Sopów Müller \| Sopów Müller \| \| \| 8,825 \| Kujdańce \| Kujdańce \| \| \| 14,422 \| Peczeniżyn Szczepanowski \| Peczeniżyn Szczepanowski \| \| \| \| Petroleumfabrik \| \| \| \| 15,782 \| Peczeniżyn Miasteczko \| Peczeniżyn Miasteczko \| \| \| 17,753 \| Peczeniżyn Markówka \| Peczeniżyn Markówka \| \| \| 20,050 \| Rungury \| Rungury \| \| \| \| Suchyj \| \| \| \| \| Suchyj \| \| \| \| 22,395 \| Słoboda rungurska Dorf \| Słoboda rungurska Dorf \| \| \| 25,473 \| Słoboda rungurska Kopalnia \| Słoboda rungurska Kopalnia \| |                      |                                   |                                   |
| Strecke |                      | von Lemberg                       | von Lemberg                       |
| Abzweig geradeaus und ehemals von links |                      | Petroleumfabrik                   | Petroleumfabrik                   |
| Bahnhof | 0                    | Kolomea                           | Kolomea                           |
| Abzweig ehemals geradeaus und nach links |                      | nach Czernowitz                   | nach Czernowitz                   |
| Haltepunkt / Haltestelle (Strecke außer Betrieb) | 1,875                | Wincentówka                       | Wincentówka                       |
| Haltepunkt / Haltestelle (Strecke außer Betrieb) | 2,628                | Dębowa Krynica                    | Dębowa Krynica                    |
| Haltepunkt / Haltestelle (Strecke außer Betrieb) | 3,320                | Kolomea Markt/Ring                | Kolomea Markt/Ring                |
| Strecke von links (außer Betrieb) · Abzweig geradeaus und nach rechts (Strecke außer Betrieb) | 4,371                | Abzweig nach Szeparowce Kniażdwór | Abzweig nach Szeparowce Kniażdwór |
| Kilometer-Wechsel (Strecke außer Betrieb) · Strecke (außer Betrieb) | 0                    |                                   |                                   |
| Haltepunkt / Haltestelle (Strecke außer Betrieb) · Strecke (außer Betrieb) | 1,979                | Diakowce Kühnel                   | Diakowce Kühnel                   |
| Abzweig geradeaus und nach links (Strecke außer Betrieb) · Strecke (außer Betrieb) |                      | Gütergleis Diakowce Mühle         | Gütergleis Diakowce Mühle         |
| Haltepunkt / Haltestelle (Strecke außer Betrieb) · Strecke (außer Betrieb) | 2,901                | Diakowce Brettler                 | Diakowce Brettler                 |
| Haltepunkt / Haltestelle (Strecke außer Betrieb) · Strecke (außer Betrieb) | 5,620                | Szeparówce                        | Szeparówce                        |
| Kopfbahnhof Streckenende (Strecke außer Betrieb) · Strecke (außer Betrieb) | 7,001                | Szeparowce Kniażdwór              | Szeparowce Kniażdwór              |
| Brücke über Wasserlauf (Strecke außer Betrieb) |                      | Pruth                             | Pruth                             |
| Haltepunkt / Haltestelle (Strecke außer Betrieb) | 5,026                | Bad Pruth                         | Bad Pruth                         |
| Haltepunkt / Haltestelle (Strecke außer Betrieb) | 5,470                | Werbiąż Niżny                     | Werbiąż Niżny                     |
| Bahnhof (Strecke außer Betrieb) | 6,272                | Sopów                             | Sopów                             |
| Haltepunkt / Haltestelle (Strecke außer Betrieb) | 7,422                | Sopów Müller                      | Sopów Müller                      |
| Haltepunkt / Haltestelle (Strecke außer Betrieb) | 8,825                | Kujdańce                          | Kujdańce                          |
| Bahnhof (Strecke außer Betrieb) | 14,422               | Peczeniżyn Szczepanowski          | Peczeniżyn Szczepanowski          |
| Abzweig geradeaus und von links (Strecke außer Betrieb) |                      | Petroleumfabrik                   | Petroleumfabrik                   |
| Haltepunkt / Haltestelle (Strecke außer Betrieb) | 15,782               | Peczeniżyn Miasteczko             | Peczeniżyn Miasteczko             |
| Haltepunkt / Haltestelle (Strecke außer Betrieb) | 17,753               | Peczeniżyn Markówka               | Peczeniżyn Markówka               |
| Haltepunkt / Haltestelle (Strecke außer Betrieb) | 20,050               | Rungury                           | Rungury                           |
| Brücke über Wasserlauf (Strecke außer Betrieb) |                      | Suchyj                            | Suchyj                            |
| Brücke über Wasserlauf (Strecke außer Betrieb) |                      | Suchyj                            | Suchyj                            |
| Haltepunkt / Haltestelle (Strecke außer Betrieb) | 22,395               | Słoboda rungurska Dorf            | Słoboda rungurska Dorf            |
| Kopfbahnhof Streckenende (Strecke außer Betrieb) | 25,473               | Słoboda rungurska Kopalnia        | Słoboda rungurska Kopalnia        |